# Antanambeus
Antanambeus – rodzaj pluskwiaków różnoskrzydłych z rodziny zajadkowatych i podrodziny Stenopodainae.

## Taksonomia
Rodzaj został opisany przez A. Villiersa w 1948 roku jako monotypowy. Jego gatunkiem typowym jest Antanambeus funebris Villiers, 1948.

## Występowanie
Wszystkie należące tu gatunki są endemitami Madagaskaru.

## Systematyka
Dotychczas opisano 3 gatunki z tego rodzaju:
- Antanambeus funebris Villiers, 1948
- Antanambeus pusillus Villiers, 1961
- Antanambeus marmoratus Chłond, 2011